# 布魯諾 (內布拉斯加州)
布魯諾（英語：Bruno）是位於美國內布拉斯加州巴特勒縣的村。

## 人口
根據2020年美國人口普查的數據，布魯諾的面積為0.69平方千米，皆為陸地。當地共有人口95人，而人口密度為每平方千米138人。